# Biblioteca diocesana de Tunes
A Biblioteca Diocesana de Tunes ou Biblioteca de Ciências Religiosas de Tunes é uma biblioteca da Tunísia localizada em Tunes. Depende da arquidiocese de Tunes e é especializada em ciências das religiões, seu objetivo é servir ao diálogo entre religiões e culturas.

## Localização
Está localizada na rua Sidi Saber, no centro da medina de Tunes, e ocupa o andar térreo da antiga escola católica privada São José das Irmãs de São José da Aparição (Sœurs de Saint-Joseph de l'Apparition).

## História
Após o encerramento da escola de freiras em 1999, o arcebispo de Tunes, Fouad Twal confia ao padre Francisco Donayre da sociedade dos Padres Brancos o projeto de uma biblioteca das ciências das religiões que, após obras de reorganização, abre em janeiro de 2001. A configuração atual das instalações data de 2003..

## Conteúdo

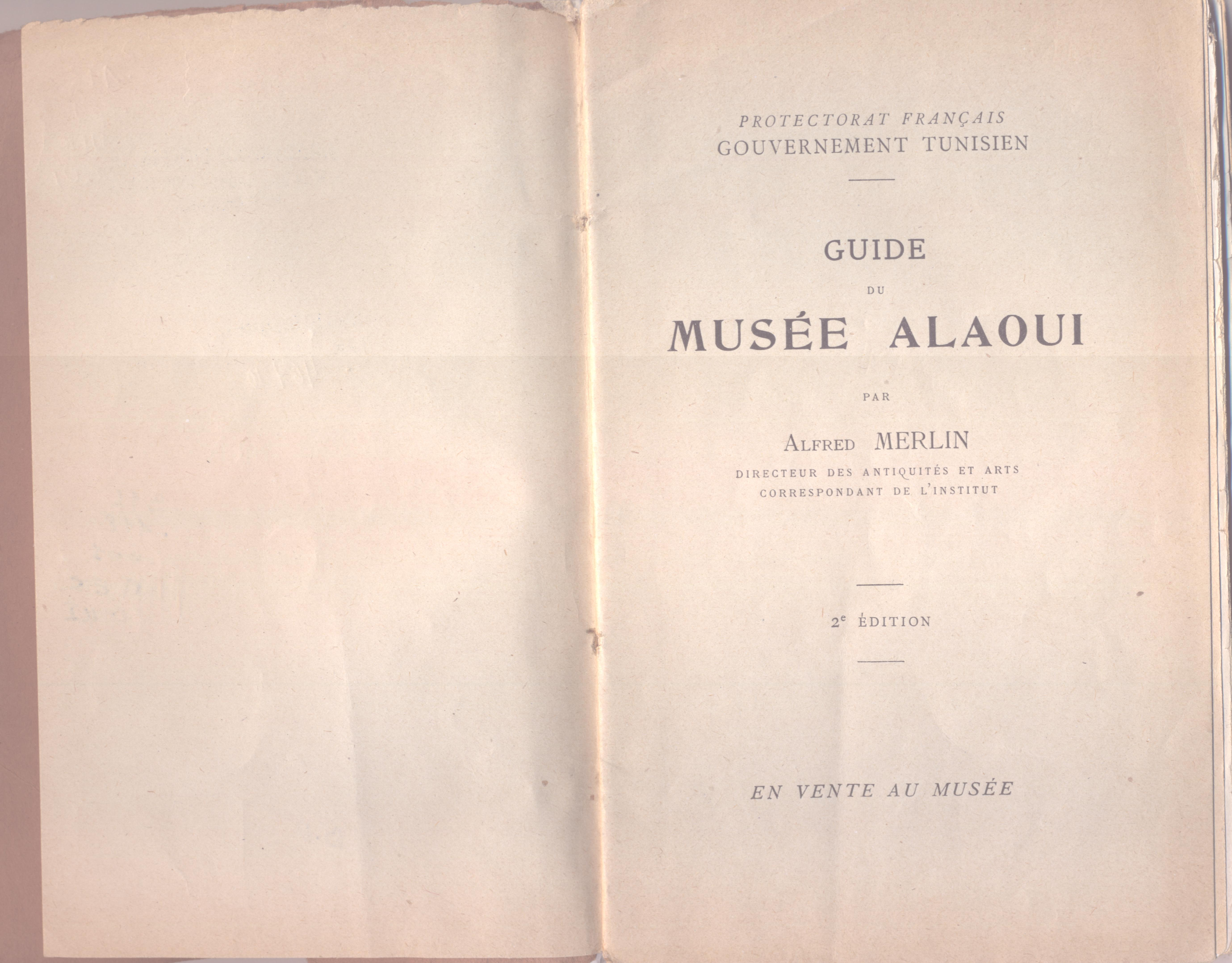
Grande página de título do Guide du musée Alaoui, publicada por Alfred Merlin em 1915

A biblioteca diocesana de Tunes abriga mais de 50 mil volumes que tratam da cultura tunisiana, das ciências humanas, mas especialmente das ciências religiosas, desde a antiguidade até os dias atuais. Ela mantém muitos periódicos extintos e está inscrita em vários periódicos em andamento.
O fundo inicial inclui os livros do antigo seminário maior de Tunes (fechado em 1964 e cedido ao Estado para se tornar a Escola Nacional de Administração) e o legado da biblioteca particular de um padre que há muito tempo leciona em Tunes, padre Jean-Marie Guillemaud. A biblioteca continua se especializando em ciências religiosas e regularmente adquire novos livros.
O conteúdo é multilíngue: existem livros e documentos em árabe, bem como em várias línguas europeias modernas ou em línguas clássicas (grego, latim e hebraico), principalmente no que diz respeito às grandes religiões monoteístas (cristianismo, islamismo e judaísmo), mas também religiões tradicionais africanas e religiões orientais.
Literatura clássica francesa também está disponível.

## Associações, parceria e colaboração
A Associação Francesa Parceria Intercultural Mediterrânea, fundada em Aurillac, visa ajudar a biblioteca diocesana de Tunes.
A Associação Tunisiana Carthagina colabora regularmente com a biblioteca para organizar várias atividades sociais e culturais.
A biblioteca também está em contato regular com o Centro de Estudos de Cartago e o Instituto de Belas Cartas Árabes.

## Atividades

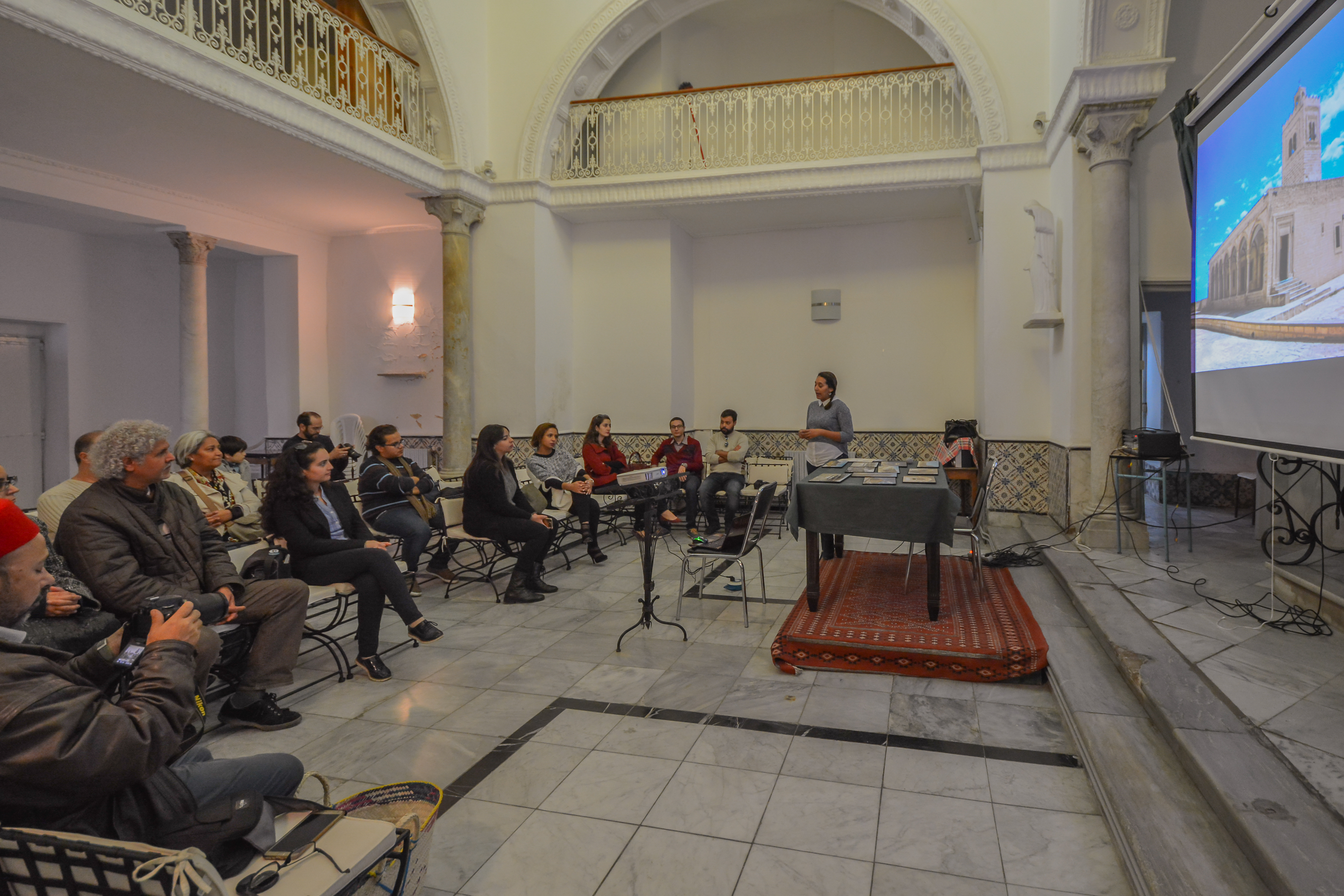
Antiga capela que hospedou a cerimônia de premiação Wiki Loves Monuments 2016

Além de administrar o fundo e prestar serviços a leitores e pesquisadores, a biblioteca também organiza conferências temáticas, por exemplo sobre as raízes multiculturais da Tunísia.
Ela também hospeda outros eventos únicos ou regulares, como workshops da Wikimedia e um projeto GLAM.